# Bulgaria ai Giochi della XXI Olimpiade
La Bulgaria partecipò ai Giochi della XXI Olimpiade che si sono svolti a Montréal dal 17 luglio al 1º agosto 1976, con una delegazione di 158 atleti impegnati in 14 discipline per un totale di 108 competizioni. Portabandiera alla cerimonia d'apertura fu il lottatore Aleksandăr Tomov, alla sua seconda Olimpiade.
Il bottino della squadra fu di ventidue medaglie: sei d'oro, nove d'argento e sette di bronzo, che le valsero il settimo posto nel medagliere per nazioni, migliorando il nono posto di Monaco di Baviera 1972.

## Medaglie
| Medaglia | Nome                                                                   | Sport              | Evento             |
| -------- | ---------------------------------------------------------------------- | ------------------ | ------------------ |
| Oro      | Ivanka Khristova                                                       | Atletica leggera   | Getto del peso     |
| Oro      | Svetlana Otsetova Zdravka Yordanova                                    | Canottaggio        | Due di coppia      |
| Oro      | Svetlana Otsetova Zdravka Yordanova                                    | Canottaggio        | Due Senza          |
| Oro      | Hasan Isaev                                                            | Lotta libera       | Pesi mosca         |
| Oro      | Norair Nurikyan                                                        | Sollevamento pesi  | Pesi gallo         |
| Oro      | Yordan Mitkov                                                          | Sollevamento pesi  | Pesi medi          |
| Argento  | Nikolina Shtereva                                                      | Atletica leggera   | 800 metri          |
| Argento  | Maria Vergova                                                          | Atletica leggera   | Lancio del disco   |
| Argento  | Kapka Georgieva-Panayotova Ginka Gyurova Mariyka Modeva Reni Yordanova | Canottaggio        | Quattro Con        |
| Argento  | Georgi Todorov                                                         | Sollevamento pesi  | Pesi piuma         |
| Argento  | Trendafil Stojčev                                                      | Sollevamento pesi  | Pesi leggeri       |
| Argento  | Krastyu Semerdzhiev                                                    | Sollevamento pesi  | Pesi massimi       |
| Argento  | Stoyan Nikolov                                                         | Lotta greco-romana | Pesi leggeri       |
| Argento  | Kamen Goranov                                                          | Lotta greco-romana | Pesi massimi       |
| Argento  | Aleksandăr Tomov                                                       | Lotta greco-romana | Pesi super massimi |
| Bronzo   | Yordanka Blagoeva                                                      | Atletica leggera   | Salto in alto      |
| Bronzo   | Bulgaria                                                               | Pallacanestro      | Torneo femminile   |
| Bronzo   | Vladimir Kolev                                                         | Pugilato           | Pesi welter        |
| Bronzo   | Stefan Angelov                                                         | Lotta greco-romana | Pesi mosca-leggeri |
| Bronzo   | Ivan Kolev                                                             | Lotta greco-romana | Pesi super-leggeri |
| Bronzo   | Dimo Kostov                                                            | Lotta libera       | Pesi massimi       |
| Bronzo   | Atanas Šopov                                                           | Sollevamento pesi  | Pesi mediomassimi  |
| Bronzo   | Trendafil Stojčev                                                      | Sollevamento pesi  | Pesi leggeri       |

## Risultati

### Pallacanestro
- Donne

| Atleta | Classifica |
| --- | ---------- |
| V · D · M Nazionale bulgara - Pallacanestro ai Giochi della XXI Olimpiade - Torneo femminile 4 Golčeva · 5 Metodieva · 6 Makaveeva · 7 Mihajlova · 8 Gjurova · 9 Bogdanova · 10 Jordanova · 11 Dilova · 12 Štărkelova · 13 M. Stojanova · 14 Skerlatova · 15 P. Stojanova · All. Ivan Gălăbov | Bronzo     |
| Nazionale bulgara - Pallacanestro ai Giochi della XXI Olimpiade - Torneo femminile |            |
| 4 Golčeva · 5 Metodieva · 6 Makaveeva · 7 Mihajlova · 8 Gjurova · 9 Bogdanova · 10 Jordanova · 11 Dilova · 12 Štărkelova · 13 M. Stojanova · 14 Skerlatova · 15 P. Stojanova · All. Ivan Gălăbov                                                                                              |            |